# Henckovce
Henckovce este o comună slovacă, aflată în districtul Rožňava din regiunea Košice. Localitatea se află la altitudinea de 346 m deasupra n.m., se întinde pe o suprafață de 10,03 km2 și în 2017 număra 439 de locuitori.

## Istoric
Localitatea Henckovce este atestată documentar din 1470.

## Demografie
| An:                | 1994 | 2004    | 2014   | 2024    |
| ------------------ | ---- | ------- | ------ | ------- |
| Număr de persoane: | 392  | 433     | 439    | 387     |
| Diferență:         |      | +10,45% | +1,38% | −11,84% |

| An:                | 2023 | 2024   |
| ------------------ | ---- | ------ |
| Număr de persoane: | 399  | 387    |
| Diferență:         |      | −3,00% |